# حزب أذربيجان الجديدة
حزب أذربيجان الجديدة (بالأذرية: Yeni Azərbaycan Partiyası) هو الحزب السياسي الحاكم في أذربيجان. وقد أنشأه الرئيس السابق حيدر علييف في 18 ديسمبر 1992، وقاده حتى وفاته في عام 2003. ويقوده الآن ابنه، إلهام علييف، الذي خلف والده قائدا للحزب ورئيسا لأذربيجان منذ عام 2003.

## الأيديولوجية
وصف حزب أذربيجان الجديدة بأنه حزب سلطة ما بعد الاتحاد السوفيتي. ذكر علماء سياسيون أن الحزب يستند بشكل فضفاض إلى القومية وإلى عبادة الشخصية تركز على حيدر علييف، ويفتقر إلى أيديولوجية سياسية حقيقية.
الأيديولوجيات التي ذكرها الحزب هي احترام القانون، والعلمانية، والقومية الأذربيجانية، والوحدة التركية، ومعاداة إيران. وهو يرغب في بناء اقتصاد «ذي توجه اجتماعي»، ويدرج التضامن المدني والعدالة الاجتماعية كأساس لأيديولوجيته. مؤسس الحزب حيدر علييف كان عضوا في الحزب الشيوعي السوفييتي حتي يوليو 1991.
يمكن أن ينظر إلى الخلاف الرئيسي بين حزب أذربيجان الجديدة الحاكم والمعارضة على أنه صراع على السلطة بين النخبة السوفيتية القديمة التي لا تزال تسيطر على أذربيجان، وبين المثقفين الجدد الذين عارضوا منذ زمن طويل المؤسسات السوفيتية.
حزب أذربيجان الجديدة في ظل حيدر علييف اتسم بالمحافظة، بما في ذلك عندما يتعلق الأمر بثقافة أذربيجان ودينها. وما فتئ حزب أذربيجان الجديدة يشكل أحد الجوانب الرئيسية، إن لم يكن أهم الجوانب، في تنظيم البلد بطريقة فعالة لا تترك أي مكان لاستجواب الحزب المسؤول.

## التاريخ الانتخابي
في الانتخابات (5 نوفمبر 2000 و7 يناير 2001)، حصل الحزب على 62.3% من الأصوات و75 مقعدا من أصل 125. أفادت الحكومة بأن مرشحها إلهام علييف قد حصل على 80 في المائة من الأصوات الشعبية في الانتخابات الرئاسية لعام 2003، التي واجهت انتقادات بشأن تزوير الأصوات من جماعات مثل منظمة هيومن رايتس ووتش. في الانتخابات البرلمانية عام 2005 حصل على 62 مقعدا من أصل 125. وفي الانتخابات البرلمانية عام 2010 حصل على 72 مقعدا من أصل 125. في الوقت الحالي، يضم حزب أذربيجان الجديدة 518,000 عضواً. وفي الانتخابات البرلمانية التي جرت في 1 نوفمبر 2015، حصل حزب أذربيجان الجديدة على 70 مقاعد من أصل 125 مقعدا، وخسر بالتالي مقعدين في الجمعية الوطنية منذ الانتخابات الأخيرة.